# 투자자들
《투자자들》는 2016년 5월 15일부터 2016년 7월 3일까지 방영된 대한민국의 텔레비전 프로그램이다.

## 출연자
- 김구라
- 지상렬
- 윤정수
- 윤형빈
- 서유리
- 오현민